# سمك اللحم
سمك اللحم (الاسم العلمي Fleshfish)، سمك بحري من الأفعوانيات وفصيلة Bythitidae. تعيش في الشعاب المرجانية في جنوب أستراليا وحول نيوزيلندا. هذا النوع يطول حتى 10 سم (3.9 بوصة).